# Mouhamed Belkheir
Mouhamed Belkheir, né le 2 janvier 1999 à Paris en France, est un footballeur algérien qui joue au poste d'avant-centre à la RAAL La Louvière.

## Biographie
Né en à Paris en France de parents algériens, il décide dés son plus jeune âge de représenter le pays de ses parents en équipe de jeune notamment.
En 2018, Belkheir signe à Brescia en deuxième division italienne en provenance de l'Inter Milan, l'un des clubs les plus titrés d'Italie, où il a subi des blessures lors de sa dernière saison.
Le 5 juillet 2023, Belkheir signe au Fortuna Sittard en première division hollandaise pour un contrat de 2 ans.
Le 8 juillet 2024, Belkheir est prêté avec option d'achat au RAAL La Louvière en deuxième division belge.
Lors de la saison 2024-2025 le RAAL La Louvière monte en Divison 1A pour la saison 2025-2026, Belkheir est élue meilleur joueur de la saison avec ses 14 buts en 26 matchs de championnat en Divison 1B.

## Statistiques

### En club
| Saison                | Club                    | Championnat           | Championnat | Championnat | Championnat | Coupe nationale | Coupe nationale | Coupe nationale | Coupe de la Ligue | Coupe de la Ligue | Coupe de la Ligue | Total | Total | Total |
| Saison                | Club                    | Division              | M.          | B.          | P.d.        | M.              | B.              | P.d.            | M.                | B.                | P.d.              | M.    | B.    | P.d.  |
| 2018-2019             | Brescia Calcio          | Série B               | 0           | 0           | 0           | -               | -               | -               | -                 | -                 | -                 | 0     | 0     | 0     |
| 2019-2020             | AD Sanjoanense (prêt)   | Liga 3                | 15          | 9           | 0           | 3               | 1               | 0               | -                 | -                 | -                 | 18    | 10    | 0     |
| 2020-2021             | Leixões SC              | Liga 2                | 17          | 2           | 0           | -               | -               | -               | 1                 | 0                 | 0                 | 18    | 2     | 0     |
| 2021-2022             | UD Vilafranquense       | Liga 2                | 31          | 7           | 1           | 3               | 1               | 0               | -                 | -                 | -                 | 34    | 8     | 1     |
| 2022-2023             | UD Vilafranquense       | Liga 2                | 23          | 3           | 3           | 1               | 1               | 0               | -                 | -                 | -                 | 24    | 4     | 3     |
| Sous-total            | Sous-total              | Sous-total            | 54          | 10          | 4           | 4               | 2               | 0               | -                 | -                 | -                 | 58    | 12    | 4     |
| 2023-2024             | Fortuna Sittard         | Eredvisie             | 15          | 1           | 0           | 4               | 0               | 0               | -                 | -                 | -                 | 19    | 1     | 0     |
| 2024-2025             | RAAL La Louvière (prêt) | Division 1B           | 26          | 14          | 3           | 2               | 1               | 0               | -                 | -                 | -                 | 28    | 15    | 3     |
| 2025-2026             | RAAL La Louvière        | Division 1A           | 1           | 0           | 0           | -               | -               | -               | -                 | -                 | -                 | 1     | 0     | 0     |
| Sous-total            | Sous-total              | Sous-total            | 27          | 14          | 3           | 2               | 1               | 0               | -                 | -                 | -                 | 29    | 15    | 3     |
| Total sur la carrière | Total sur la carrière   | Total sur la carrière | 128         | 36          | 7           | 13              | 4               | 0               | 1                 | 0                 | 0                 | 142   | 40    | 7     |

## Palmarès

### En club
| RAAL La Louvière                       |
| -------------------------------------- |
| - Division 1B : - Vice-champion : 2025 |